# Altezza imperiale
L'appellativo di Sua Altezza Imperiale (abbreviazione: S.A.I.) è il trattamento riservato ai membri di ogni famiglia imperiale per sottolinearne lo status e la discendenza diretta da un imperatore, la più alta autorità politica dal medioevo ad oggi. Per i membri non regnanti di case sovrane il titolo di altezza imperiale è generalmente considerato quello di grado superiore a tutti gli altri.
Il titolo di altezza imperiale è divenuto rarissimo, eccezion fatta per i membri della famiglia imperiale del Giappone e per i discendenti della casa imperiale di Russia. In passato il titolo era dovuto anche ai membri delle dinastie imperiali di Serbia, di Francia e di Corea.
Gli arciduchi d'Austria della casa d'Asburgo godevano invece del titolo di altezza imperiale e reale (in tedesco: Kaiserliche und königliche Hoheit), dove il "reale" faceva riferimento alla loro condizione di principi d'Ungheria e di Boemia.
I membri della casa imperiale di Osman (il cui capo è Harun Osmann Osmanoğlu) continuano a ricevere il trattamento di altezza imperiale, che è ancora riservato a figli e nipoti dell'imperatore ottomano, il "gran sultano". E ai discendenti dello scià di Persia.